# Spoorlijn Braunschweig Nordkurve - Braunschweig Rangierbahnhof
De spoorlijn Braunschweig Nordkurve - Braunschweig Rangierbahnhof was een Duitse spoorlijn in Nedersaksen en is als spoorlijn 1903 onder beheer van DB Netze. De spoorlijn vormde de westelijke ring om Braunschweig.

## Geschiedenis
Het traject werd door de Braunschweigischen Landes-Eisenbahn-Gesellschaft geopend op 18 juli 1886.  

## Aansluitingen
In de volgende plaatsen is of was er een aansluiting op de volgende spoorlijnen:
Braunschweig Nordkurve
DB 1722, spoorlijn tussen Celle en Braunschweig
Braunschweig Celler Straße
DB 1904, spoorlijn tussen Braunschweig Celler Straße en Braunschweig-Lehndorf
Braunschweig West
DB 1905, spoorlijn tussen Braunschweig West en Braunschweig Halzhof
DB 1924, spoorlijn tussen Braunschweig West en Salzgitter-Barum
Braunschweig Rangierbahnhof
DB 1911, spoorlijn tussen de aansluiting Gabelung en de aansluiting Buchhorst
DB 1912, spoorlijn tussen Braunschweig Rangierbahnhof en de aansluiting Okerbrücke
DB 1913, spoorlijn tussen Braunschweig Rangierbahnhof en de aansluiting Lünischteich
DB 1914, spoorlijn tussen de aansluiting Schmiedekamp en Braunschweig Rangierbahnhof
DB 1915, spoorlijn tussen Braunschweig Rangierbahnhof en de aansluiting Helmstedter Straße